# Hoya davidcummingii
Hoya davidcummingii är en oleanderväxtart som beskrevs av D. Kloppenburg. Hoya davidcummingii ingår i släktet Hoya och familjen oleanderväxter. Inga underarter finns listade i Catalogue of Life.